# زيندلنشبيتس
زيندلنشبيتس (بالألمانية: Zindlenspitz) هو جبل يقع في جبال الألب الشفويتزرية (Schwyzer Alps) بارتفاع يبلغ 2,097 مترًا، ويقع على الحدود بين كانتوني شفوتس وغلاروس في سويسرا.

## الموقع
يقع زيندلنشبيتس على السلسلة الجبلية الممتدة بين بحيرتي فيغيتالرزيه (Wägitalersee) وأوبرسي (Obersee)، إلى الجنوب من قمة برونليشتوك (Brünnelistock). يتميز الجبل بموقعه الخلاب الذي يوفّر إطلالات بانورامية على البحيرات والوديان المحيطة.

## الأنشطة
يشتهر الجبل بين هواة التنزه الجبلي والتسلق بفضل طرقه المتنوعة وموقعه القريب من بحيرات شهيرة. يُعد مسار الصعود من وادي فيغيتال مرورًا ببرونليشتوك من الطرق الشائعة للوصول إلى القمة، ويتراوح مستوى صعوبته من متوسط إلى متقدم حسب المسار المختار.

## البيئة
تغطي الغابات والمراعي السفلية منحدرات زيندلنشبيتس، بينما يهيمن الصخر الألبي على الأجزاء العليا. وتوجد فيه أنواع مختلفة من النباتات الجبلية التي تُزهر في أشهر الصيف، كما يُعد موطنًا لبعض الحيوانات البرية مثل الوعل السويسري والنسور.